# Neomoema
Neomoema is een kevergeslacht uit de familie van de boktorren (Cerambycidae). De wetenschappelijke naam van het geslacht werd voor het eerst geldig gepubliceerd in 1996 door Martins & Galileo.

## Soorten
Neomoema is monotypisch en omvat slechts de volgende soort:
- Neomoema cendi (Martins & Galileo, 1992)